# 海克·弗里德里希
海克·弗里德里希（德語：Heike Friedrich，1970年4月18日—），德国女子游泳运动员，主攻自由泳。她曾代表东德参加1988年夏季奥林匹克运动会游泳比赛，获得二枚金牌和一枚银牌。